# Felix Hoffmann
Felix Hoffmann (21 de gener de 1868, Ludwigsburg - 8 de febrer de 1946, Suïssa) fou un químic alemany conegut per haver sintetitzat l'àcid acetilsalicílic seguint el mètode d'Arthur Eichengrün i permetre la producció de l'Aspirina.

## Biografia
Hoffmann era fill d'un industrial i després d'acabar l'escola, començà la carrera de farmacèutic. El seu treball en l'àmbit de la farmàcia el fascinà tant que decidí ampliar els seus coneixements en aquest camp mitjançant l'estudi de la química. El 1891 es graduà magna cum laude a la Universitat de Múnic. Dos anys més tard obtingué el seu doctorat, també magna cum laude, amb la tesi titulada "En certs derivats de dihydroantracè".
Per recomanació d'Adolf von Baeyer, professor de Hoffmann, el 1894 entrà a treballar com a químic en el laboratori de l'empresa farmacèutica Farbenfabriken vorm. Friedr. Bayer & Co. coneguda com a Bayer a Elberfeld, Rin del Nord-Westfàlia.

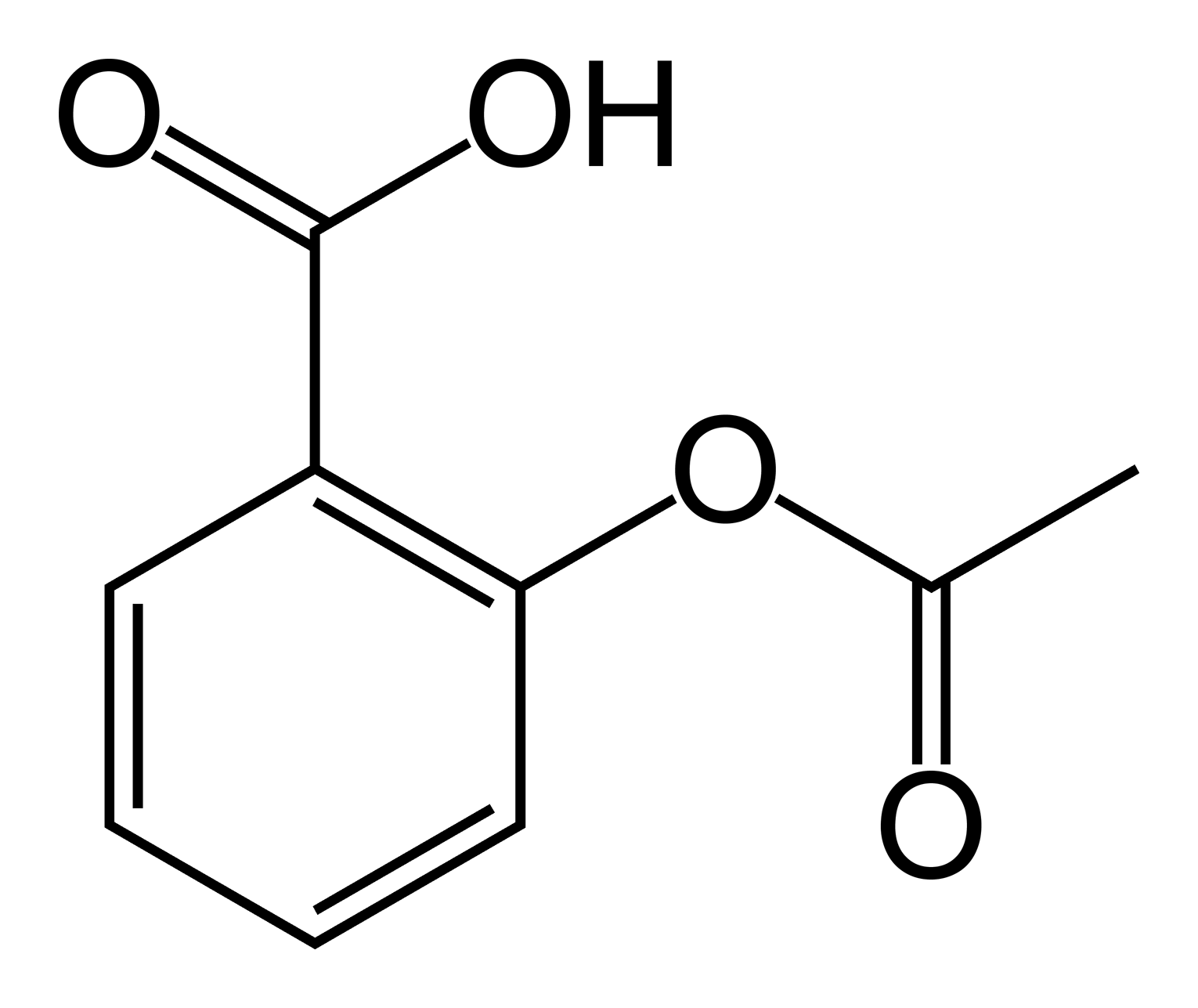
Estructura de l'àcid acetilsalicílic

## Obra
En els laboratoris de la Bayer el 10 d'agost de 1897 Hoffmann realitzà l'acetilació de l'àcid salicílic amb àcid acètic, aconseguint l'àcid acetilsalicílic (AAS) en una forma pura i estable químicament, seguint el mètode proposat per Arthur Eichengrün. El farmacèutic responsable de verificar aquests resultats fou escèptic al principi, però, els estudis posteriors demostraren que Eichengrün i Hoffmann havien descobert un nou fàrmac que permetia alleugerir del dolor (analgèsic), reduir la febre (antipirètic) i era un antiinflamatori. La companyia llavors desenvolupà un procés industrial per a la producció de l'àcid acetilsalicílic com a producte farmacèutic. En 1899 el llançà per primera vegada sota el nom comercial d'aspirina, donant fama mundial a la Bayer.
Algun temps després d'aquest descobriment, Felix Hoffmann deixà el centre de recerca per dirigir al departament de màrqueting farmacèutic, on romangué fins a la seva jubilació el 1928.